# Chkalovske
Chkalovske (en ucraniano: Чкаловське) es un pueblo ucraniano perteneciente al óblast de Járkov. Situado en el este del país, es parte del raión de Chujúyiv y centro del municipio (hromada) homónimo.

## Toponimia
El nombre de la ciudad en otros idiomas de importancia local es Chkálovskoye (en ruso: Чкаловское).

## Geografía
Chkalovske se encuentra ubicada en la estepa 25 km al este de la ciudad de Chujúyiv y al oeste de Kúpiansk, 63 km al sureste de Járkov.

## Historia
Chkalovske fue fundada en 1929 como un koljós con el nombre de Nezhurílivka (en ucraniano: Нежурилівка).Después de la muerte del famoso piloto soviético Valeri Chkálov en un accidente aéreo en 1938, el pueblo recibió el nombre de Chkalovske.
Durante la Segunda Guerra Mundial, Chkalovske fue ocupada por la Alemania nazi de 1941 a 1943. En octubre de 1941 se creó aquí un campo de concentración para prisioneros de guerra soviéticos.
El pueblo recibió el estatus de asentamiento de tipo urbano en 1977.
Hasta el 18 de julio de 2020, Chkalovske fue parte del raión de Vovchansk. El raión se abolió en julio de 2020 como parte de la reforma administrativa de Ucrania, que redujo el número de raiones del óblast de Járkiv a siete. El área del raión de Vovchansk se fusionó con el raión de Chujúyiv.En 2023, Chkalovske perdió el estatus de asentamiento de tipo urbano debido a la eliminación de este estatus administrativo.
Chkalovske fue ocupada por Rusia durante la invasión rusa de Ucrania el 16 de marzo de 2022 y Ucrania la recuperó el 8 de septiembre de 2022 como parte de una gran contraofensiva en la región de Járkiv.El 6 de mayo de 2022, las autoridades locales suspendieron temporalmente sus poderes al no querer cooperar con la administración de ocupación.

## Demografía
La evolución de la población de Chkalovske entre 1989 y 2022 fue la siguiente:
| 4617                                                          | 4139 | 3833 | 3664 |
| (Fuente: Cities & Towns of Ukraine y UKRAINE: Größere Städte) |      |      |      |

## Infraestructura

### Transporte
La estación de tren de Prolisni se encuentra en Chkalovske, en el ferrocarril que conecta Járkiv y Kúpiansk vía Chujúyiv. El asentamiento tiene acceso por carretera a la autopista M03 que conecta Járkov y Slóviansk, así como a la autopista H23 que conecta Járkiv y Sievierodonetsk a través de Kúpiansk. 